# Вілямово (Острудський повіт)
Вілямово (пол. Wilamowo, нім. Groß Wilmsdorf) — село в Польщі, у гміні Малдити Острудського повіту Вармінсько-Мазурського воєводства.
Населення — 284 особи (2011).
У 1975-1998 роках село належало до Ольштинського воєводства.

## Демографія
Демографічна структура станом на 31 березня 2011 року:
|          | Загалом | Допрацездатний вік | Працездатний вік | Постпрацездатний вік |
| -------- | ------- | ------------------ | ---------------- | -------------------- |
| Чоловіки | 147     | 36                 | 102              | 9                    |
| Жінки    | 137     | 34                 | 80               | 23                   |
| Разом    | 284     | 70                 | 182              | 32                   |